# Yablon
Yablon är ett kortspel med tydlig hasardkaraktär, där slumpens inverkan dock till viss del kan bemästras med hjälp av sannolikhetsberäkningar.
I varje giv lägger spelarna en överenskommen insats i en pott och erhåller två kort var. Resterande kort bildar en talong. Spelarna ska sedan, en åt gången, bestämma hur mycket de vill satsa på att talongens översta osedda kort har en valör som ligger mellan valörerna på de båda kort man fått i given. Skulle så vara fallet, får man tillbaka det satsade beloppet och vinner lika mycket från potten; om inte, läggs denna insats till potten.